# Metso
Pour les articles homonymes, voir Metso (homonymie).
Metso est un groupe industriel finlandais, spécialisé dans les équipements industriels pour les secteurs des mines et de la construction ainsi que les industries du pétrole et du gaz, du recyclage, des pâtes et papiers et autres industries de procédés. L'entreprise emploie 15 000 personnes dans 50 pays et son chiffre d'affaires combiné pour 2019 s'élève à environ 4,2 milliards d'euros. Les actions de Metso sont répertoriées à la bourse d'Helsinki.
Metso Corporation a été fondée en 1999, de la fusion de Valmet et de Rauma. Son siège social est situé à Helsinki, en Finlande.
Metso Outotec Oyj est créée en 2020 lors de la fusion d'Outotec et de Metso Minerals. En mai 2023, Metso Outotec a abrégé son nom en Metso.

## Histoire
Ses origines remontent aux années 1750 par sur un petit chantier naval à Suomenlinna, proche d'Helsinki. Dans les années 1900, le chantier naval qui appartenait à Valmet devint la propriété de l’état finlandais. Tamfelt, acquis en 2009, a aussi été fondé dans les années 1700.
Metso est né le 1er juillet 1999 de la fusion de Valmet, fournisseur de machines à papier et carton, et de Rauma, spécialisé dans la technologie des fibres, le concassage de roches et les solutions de contrôle de flux.
En 1998, Rauma était constitué de :
- Timberjack (constructeur) (en), machines d’exploitation forestière
- Sunds Defibrator, équipements de traitement des fibres
- Nordberg, concasseurs de roches
- Neles Controls, systèmes de vannes de contrôle

La compagnie possédait des bureaux dans une cinquantaine de pays et employait 32 000 personnes après une réduction de personnel de 2 000 personnes. Elle opérait dans quatre secteurs :
1. Les machines à papier ;
2. Les machines d’exploitation forestière (cédé en 2001) ;
3. Les technologies des fibres ;
4. Les unités de concassage de roches.

Sundberg et Hakala ne sont pas restés longtemps à la direction de Metso. Tor Bergman reprit le flambeau en 2001. Le chiffre d’affaires net de Metso était alors de 4,7 milliards d’euros et la compagnie employait 28 500 personnes. L'entreprise est divisé en trois branches principales : Metso Paper, Metso Minerals et Metso Automation.
Metso avait acheté en 2000 au fabricant américain de machines à papier Beloit Corporation l’activité revêtements de rouleaux et opérations de service pour les machines à papier ainsi que les technologies de machine à papier, tandis que l’américain John Deere, aussi connu sous le nom de Deere & Company, acquis la société Timberjack (constructeur) (en), fabricant de machines d’exploitation forestière. En 2001, Metso a acheté la société suédoise Svedala Industri AB, fabricant d’équipements pour le traitement des roches et minéraux.
En 2002, Metso annonçait une perte de plus 300 millions d’euros pour la période juillet-septembre : Svedala comme cause principale des difficultés. En 2003, une perte de plus de 200 millions fut à nouveau enregistrée ce qui conduit le PDG en place Bergman à démissionner pour mauvais résultats. Jorma Eloranta (fi), fut choisi pour lui succéder en mars 2004. Eloranta a commencé par séparer les objectifs de la situation réelle au sein de l’organisation de Metso où la mise en place de plans et d’une stratégie avait commencé. Des objectifs, des responsabilités et des plannings clairement définis furent assignés aux directeurs. La structure de la compagnie fut fortement rationalisée. Ces mesures permirent de réduire les coûts annuels de 150 millions d’euros. Pendant la période 2004-2007, le chiffre d’affaires net de Metso passa de 3,6 à 6,3 millions d’euros et la marge bénéficiaire passa de 5,5 % à 9,3 %.
En septembre 2008, Metso a vendu 83 % de sa fonderie en Suède à un groupe d’investissement constitué par la société d’investissement Primaca pour un prix de 15 millions d’euros. La fonderie employait 120 personnes. Les fonderies Metso de Karlstadt était spécialisée dans la production d’éléments pour la génération d’énergie éolienne, de blocs moteurs diesel et de cylindres Yankee pour machine à papier. Metso a vendu cette société parce que son plus gros potentiel de croissance est le secteur de l’énergie éolienne et que Metso ne considère pas cela comme faisant partie de son cœur de métier.
En septembre 2012, Metso annonce une réduction de personnel concernant plus de 600 employés finlandais dans plusieurs de ses unités au service de l’industrie papetière, due à la dégradation de la compétitivité et de la rentabilité de la branche papier : augmentation de la concurrence et diminution de la demande de machines à papier et de produits de fonderie Les clients recherchant également des solutions moins chères. À la même période, Metso prévoit de verser des dividendes supplémentaires à ses actionnaires ; mais cette décision critiquée par le personnel et les représentants politiques finlandais parce que faisant suite à l’annonce de la réduction d’effectif, est annulée.
En janvier 2014, Metso scinde ses activités dédiées aux équipements pour le secteur du papier, carton et pulpe dans une nouvelle entité qui reprend le nom de Valmet
En juin 2019, Metso annonce l'acquisition de McCloskey, une entreprise canadienne spécialisée dans les équipements de minage, pour 317 millions de dollars. En juillet 2019, Metso annonce la fusion de ses activités pour le secteur minier avec Outotec, créant un nouvel ensemble nommé Metso Outotec, détenu à 78 % par les actionnaires de Metso. Après cette opération Metso Flow Control sera renommé Neles et aura un chiffre d'affaires d'environ 600 millions d'euros.La nouvelle entreprise Metso Outotec opère depuis le 1er juillet 2020.

## Activité

### Metso Mines et Construction
Metso Mines et Construction fournit des technologies, des procédés, des machines et des services pour la production d’agrégats de construction, l’exploitation minière et le traitement des minéraux.
Il y a trois branches d’activité : Solutions de Traitement des Minéraux, Équipements de concassage et de Classage et Services. En 2011 la plus grosse branche d’activité était celle des Services avec un chiffre d’affaires net de 1 389 millions d’euros. Pour la même année, le chiffre d’affaires net de la branche Solutions de Traitement des Minéraux était de 906 millions d’euros et celui de la branche Équipements de Concassage et de Classage de 465 millions d’euros. Ce secteur d’activité comprend entre autres les unités suédoises de Svedala Industri AB acquises en 2001 et les anciennes usines de Oy Lokomo (en) Ab à Tampere.

#### Produits et Services

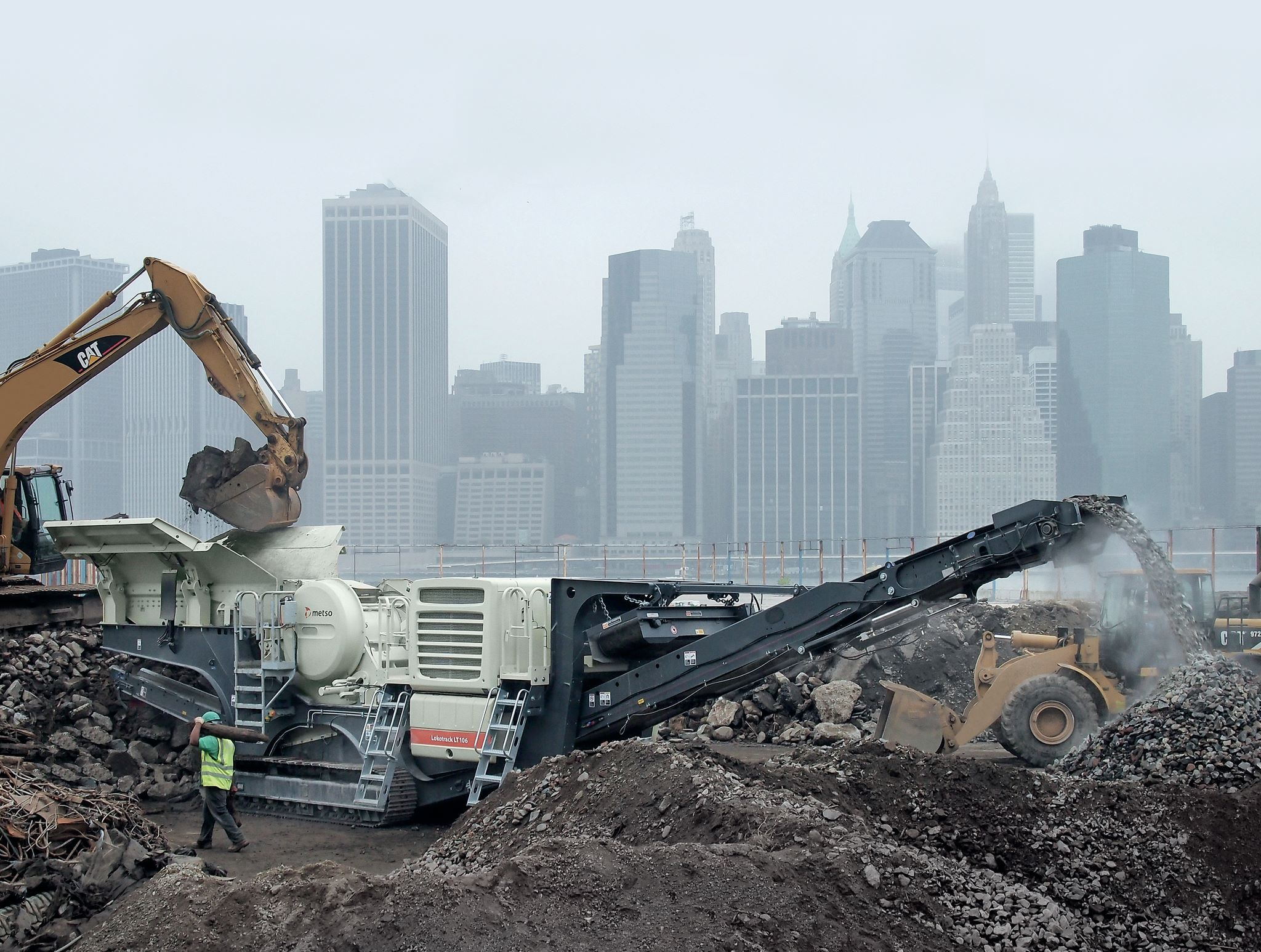
Lokotrack LT106 à Manhattan

En plus des pièces de rechange et de l'expertise du service/maintenance, le secteur d’activité offre à ses clients :
- Solutions complètes pour l’industrie de l’exploitation minière
- Broyeur et solutions de broyage
- Concasseur, solutions de concassage, équipements de procédé de type pompes, filtres, épaississants, équipements de séparation
- Concasseurs et classeurs mobiles
- Solutions de manutention des matières en vrac et transporteurs
- Groupes mobile de concassage-criblage LokotrackTM

#### Clients, marques et concurrents
Les clients du secteur de l'industrie extractive travaillent dans l’exploitation minière et l’industrie de la construction (par exemple carrières et entrepreneurs).
Ses marques sont CFBK, Dragon, GFA, Bergeaud, Nordberg, Babbitless, Svedala, Allis, Barmac, Altairac, Emisa, Neyrtec, Attila, Loro Parasini, Yernaux, Lokomo, Hewitt Robbins, DYB, Masterskreens, Denver.
Metso est leader du marché en matière de broyeurs, concasseurs pour l’exploitation minières et installations de concassage et de classage pour l’industrie de la construction. Ses plus gros concurrents dans l’industrie de l’exploitation minière sont FLSmidth, Outotec et ThyssenKrupp, et dans l’industrie de la construction Terex, Atlas Copco, Wirtgen, Caterpillar et Sandvik.

### Metso Automation

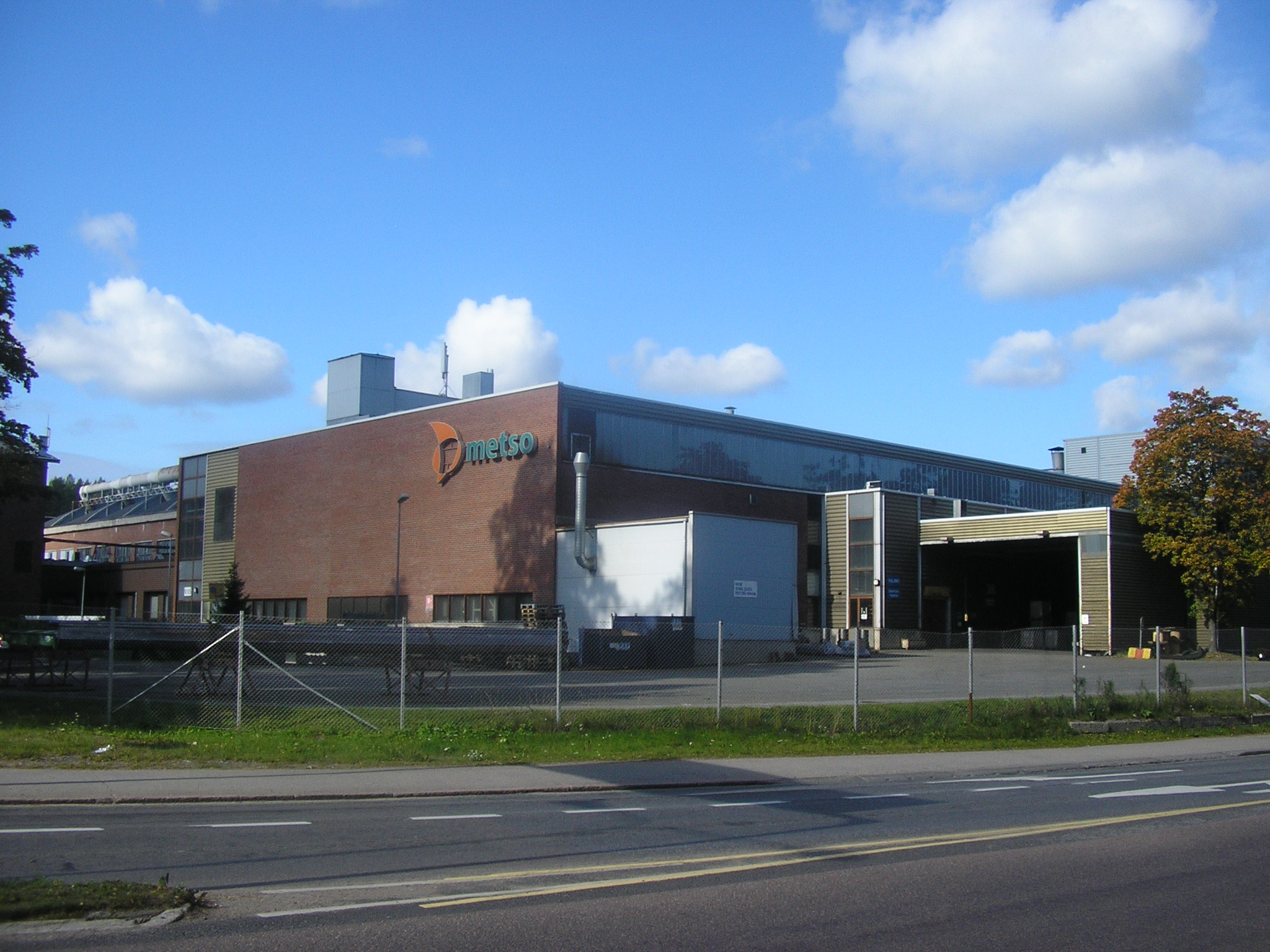
Usine de Metso Rautpohja à Jyväskylä en Finlande

Metso Automation fournit à l’industrie de procédé des solutions de contrôle des flux, des systèmes et des applications d’automatisation et de gestion des informations, et des services.
Metso Automation est composé de trois branches d’activités : Systèmes d’automatisation des procédés, Contrôle des flux et Services. En 2011, la branche d’activité de contrôle des flux avait un chiffre d’affaires net de 378 millions d’euros. La même année, la branche services affichait un chiffre d’affaires net de 205 millions d’euros et la branche systèmes d’automatisation du procédé un chiffre d’affaires net de 188 millions d’euros.

#### Produits et Services
En plus des services d’expert et de cycle de vie, le secteur d’activité propose à ses clients :
- Des réseaux d’applications et des systèmes d’automatisation du procédé et de gestion des informations
- Des systèmes de mesure du procédé et des analyseurs
- Des vannes de contrôles, des vannes tout ou rien ou des vannes d’arrêt d’urgence (ESD)
- Des positionneurs intelligents et des dispositifs de suivi de l’état

#### Clients
Cette branche d’activité s’adresse à des clients travaillant dans la génération d’énergie, le pétrole, le gaz, la pâte, le papier, l’exploitation minière et l’industrie de la construction.

#### Concurrents
Les concurrents de Metso dans le domaine des systèmes d’automatisation sont ABB et Honeywell, et dans le domaine des vannes Emerson Electric Company, General Electric et Flowserve (en). Metso Automation est un des leaders du marché pour les vannes et solutions d’automatisation pour l’industrie de la pâte et du papier.

### Autres activités et entités séparées

#### Technologie des matériaux
Metso Material Technology fournit et développe des matériaux métalliques pour différentes industries. Metso Technologie des Matériaux a aussi pris part aux projets CERN LHC et ITER.

#### Valmet Automotive
Valmet Automotive réalise des études dans le domaine de l’automobile, fabrique des véhicules, des systèmes de toit ouvrant et propose des services dans le domaine de l’automobile. En 2012, la société employait 1 700 personnes en Finlande, Allemagne, Pologne, Suède, Chine et États-Unis.

#### Recyclage
Metso Recycling propose des équipements et des services pour le recyclage des métaux et des déchets dans le monde entier. Le 1er septembre 2011, Metso annonce que l’activité Recyclage sera gérée comme une entité séparée tandis que Metso étude de nouvelles stratégies pour ce secteur. Dans le cadre de ce processus, Metso a aussi bien évalué les options internes qu'externes. Le 25 octobre 2012, Metso annonce que Metso Recycling sera intégré à Metso Mining and Construction le 1er décembre 2012.

## Identité de marque

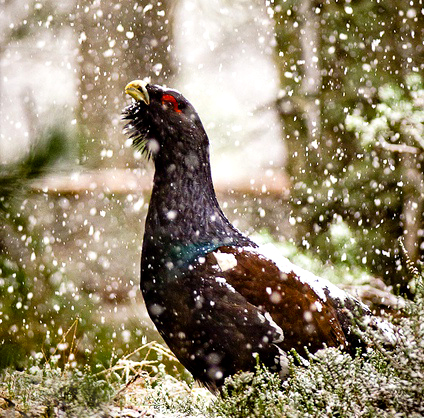
Coq de Bruyère (Tetrao urogallus) identité de la marque Metso

Le nom "Metso" fut choisi à l’issue d’un concours interne. Parmi 6 500 suggestions, le nom Metso revint trois fois. En finnois, Metso signifie Coq de Bruyère, aussi connu sous le nom de Grand Tétras (Tetrao urogallus). Le coq de bruyère est le plus gros des gallinacés et habite les forêts de pins finlandaises. Le logo Metso représente un coq de bruyère stylisé.
Les couleurs du logo sont le terracotta et le vert sapin, venant rappeler l'activité d'extraction du sol et l'origine nordique de Metso.
L'oiseau, emblème de la marque, est aussi un symbole de vie hérité des anciennes mines de charbon. À l'époque, des canaris et des pinsons étaient utilisés pour sonner l'alarme quand les émanations de monoxyde de carbone se faisaient menaçantes. S'ils s'agitaient ou venaient à mourir, les mineurs étaient avertis de la présence du gaz inodore.
La nouvelle marque Metso Outotec
Dès le 1er juillet 2020, la nouvelle identité visuelle de la marque Metso Outotec symbolise le partenariat et l'offre complète de l'entreprise. Le nouveau logo se compose d'un mot-symbole simple et moderne, avec les "boulons de partenariat" centraux entre les deux. L'utilisation du noir et blanc est confiante et audacieuse, démontrant les extrêmes de l'ensemble du spectre de couleurs comme l'offre de la société : la gamme complète des produits, solutions et services.  

## Actionnaires
Les actions de Metso sont cotées à la Bourse d’Helsinki (OMX Helsinki). Jusqu’au 14 septembre 2007, les actions étaient cotées à la Bourse de New York, les transactions se font maintenant sur le marché de gré à gré.
Les plus importants actionnaires de Metso sont au 30 septembre 2016:
| #  | Actionnaire                        | %      |
| -- | ---------------------------------- | ------ |
| 1  | Solidium Oy                        | 14,9 % |
| 2  | Varma                              | 3,4 %  |
| 3  | Ilmarinen oy                       | 1,5 %  |
| 4  | Fonds Odin                         | 1,0 %  |
| 5  | Fonds de pension d'État finlandais | 1,0 %  |
| 6  | Keva                               | 1,0 %  |
| 7  | Mandatum Life                      | 1,0 %  |
| 8  | SLS                                | 0,8 %  |
| 9  | Elo                                | 0,6 %  |
| 10 | Banque nationale suisse            | 0,5%   |